# Необус
Необус — сербский производитель автобусов из города Нови-Сад. Предприятие было основано в 1952 году, в 2012 году расформировано по причине банкротства.

## История
Компания «Автокарсерья» была основана 1 июня 1952 года на базе существовавшей с 1947 года автомобильной ремонтной мастерской Стражилово в городе Нови-Саде. На момент основания в компании числилось 15 сотрудников. Основной деятельностью фирмы был ремонт автомобильных шасси. С 1956 года на заводе началось производство собственных шасси.
С того же года начинается тесное сотрудничество с другой югославской компанией, Tovarna vozil Maribor, которое привело к полной интеграции предприятия «Автокарсерья» с ТАМ в 1973 году.
В 1974 году, впервые в истории предприятия для нужд Нови-сада был собран автобус, основанный на шасси «Вольво». В 1986 году предприятие переехало на новую территорию, что позволило расширить производство. В этом году на предприятии было занято свыше 700 рабочих и было выпущено 650 автобусов.
С распадом Югославии прекращаются экономические отношения между ТАМом и «Автокарсерьей». Из-за санкций ООН, наложенных на Союзную республику Югославия предприятие потеряло часть рынка и пребывало в тяжёлом экономическом состоянии.
В 1992 году компания сменила название на «Необус». В 1999 году «Необус» из-за вооружённого вторжения НАТО в Югославию обанкротился. Тем не менее, удалось сохранить производственные мощности предприятия, что позволило в 2001 году вновь наладить производство автобусов.
В 2004 году сербским агентством по приватизации был проведён аукцион, в результате которого владельцем предприятия стал аравийский магнат Алаа Маграби Муххамедали, владевший в Саудовской Аравии транспортной компанией, в автобусном парке которой было много автобусов из бывшей СФРЮ эпохи 80-х годов.
В 2006 году компания подписала договор о сотрудничестве со шведской компанией «Вольво».
С 22 ноября 2012 года предприятие «Необус» официально считается банкротом.
В 2013 году Китайский автобус Yutong был в переговорах о покупке Neobus, но сделка никогда не материализовалась.